# بار هانسون
بار هانسون (بالسويدية: Pär Hansson) (مواليد 22 يونيو 1986 في فيبيستراند، السويد) لاعب كرة قدم سويدي يجيد اللعب في مركز حارس المرمى ويلعب حاليا في نادي هيلسينغبورغ السويدي منذ 2001.

## روابط خارجية
- بار هانسون على موقع الاتحاد الأوربي (الإنجليزية)
- بار هانسون على موقع اتحاد السويد (السويدية)
- بار هانسون على موقع قاعدة بيانات كرة القدم.إي يو (الإنجليزية)
- بار هانسون على موقع ناشيونال فوتبول تيمز (الإنجليزية)
- بار هانسون على موقع Soccerway.com (الإنجليزية)
- بار هانسون على موقع عالم كرة القدم.نت (الإنجليزية)
- بار هانسون على موقع AS.com (الإسبانية)